# Taillaule

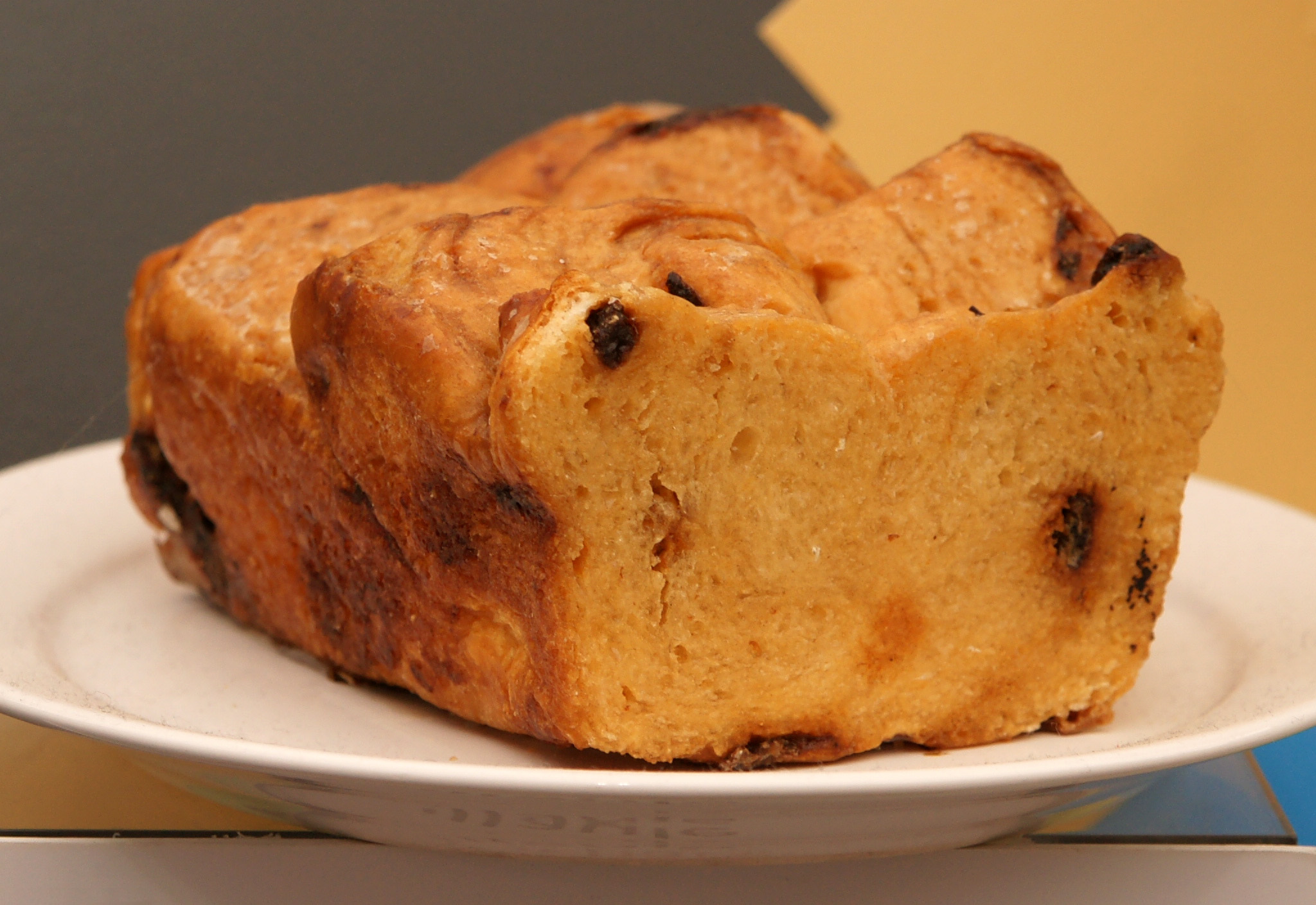
Taillaule neuchâteloise

La taillaule est une brioche neuchâteloise (Suisse). Son nom provient des entailles faites sur le dessus de cette pâtisserie.
Certaines boulangeries neuchâteloises possèdent un label « Produit du terroir » qui indique que leurs taillaules sont faites à partir de produits provenant entièrement du canton.

## Lien
- Le Pétrin - recette et photos